# Выборы в Конституционное собрание Науру (1967)
Выборы в Конституционное собрание Науру прошли 19 декабря 1967 года. На них были избраны 36 членов Конституционного собрания, которые впервые собрались 3 января 1968 года с целью разработки новой конституции в рамках подготовки к независимости в конце 1968 года.

## Дебаты
В ходе заседания Учредительного собрания обсуждался ряд вопросов, в том числе вопрос о том, должен ли смертный приговор быть непосредственно запрещён в новой Конституции (предложение было отклонено 26 голосами против 8), должно ли правительство иметь право взимать налоги (принято 17 голосами против 15), должны ли религиозные школы полностью финансироваться государством (отклонено 15 голосами против 12), и должно ли быть увеличение роялти от добычи фосфатов (принято 14 голосами против 12, но позже отменено голосованием 18 против 8).
29 января 1968 года Учредительное собрание единогласно одобрило новую Конституцию. Конституция Науру определила выборное Законодательное собрание (Парламент Науру) из 18 депутатов сроком на три года, которое затем назначало Государственный совет в составе пяти человек для осуществления исполнительной власти.